# Bílá Opava
Bílá Opava je řeka v České republice v pohoří Hrubý Jeseník dlouhá 13,2 km, nejmenší ze tří zdrojnic Opavy. Pramení na jižních svazích Pradědu u chaty Barborka ve výšce 1280 m a ve Vrbně pod Pradědem ústí do Střední Opavy ve výšce 544 m. Průměrný průtok v ústí 0,45 m³/s. Na horním toku tvoří kaňon a v něm četné peřeje, kaskády a vodopády.

## Průběh toku

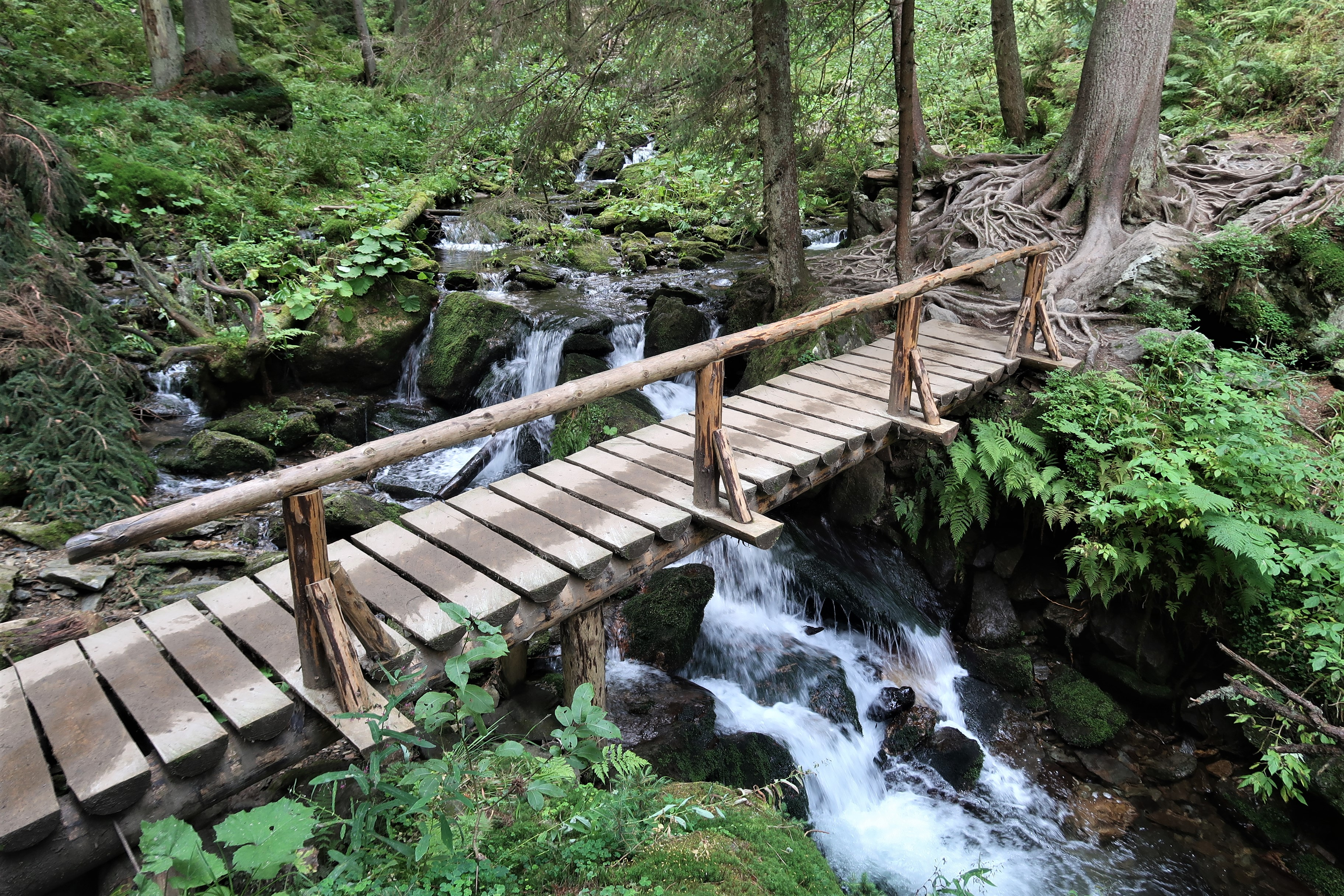
Vodopády Bílé Opavy

Od pramene teče řeka východním směrem, po cca 2 km se zařezává do hlubokého kaňonu (viz dále), který opouští kousek nad Karlovou Studánkou, kde část řeky překonává umělý vodopád. Odtud teče již otevřenějším údolím severovýchodním směrem až k ústí ve Vrbně pod Pradědem.

### Přítoky
Ovčárenský potok, Pradědský potok

## Města
Bílá Opava protéká lázeňskou obcí Karlova Studánka a městem Vrbno pod Pradědem.

## Ochrana přírody
Celý tok řeky leží v CHKO Jeseníky, horní tok (kaňon) navíc v Národní přírodní rezervaci Praděd, respektive její původně samostatné části Bílá Opava.

### Fauna a flóra
Kromě vlastního kaňonu jsou chráněny zejména pralesovité porosty jesenického smrku. Rostou zde i chráněné rostliny růže alpská, mléčivec alpský, havéz česnáčková, papratka alpínská aj. Z živočichů lze uvést zejména ptáky: skorec vodní, konipas horský, sýkora parukářka, kulíšek nejmenší aj. Z hmyzu lze připomenout zejména jesenický endemit okáče menšího sudetského.

### Kaňon Bílé Opavy

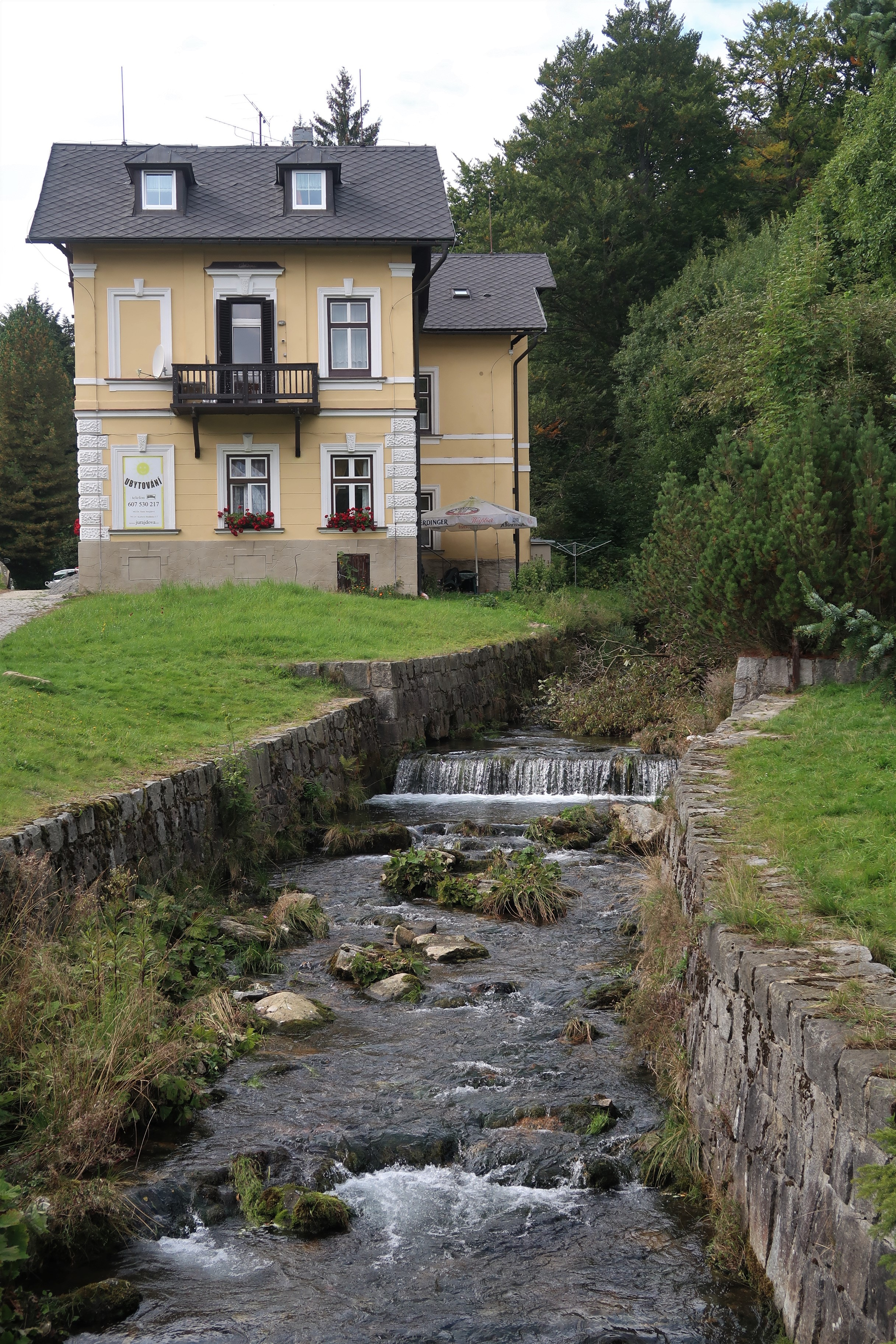
Bílá Opava v Karlově Studánce

V délce asi 2,5 km si Bílá Opava razí cestu rulovými úbočími Pradědu a Vysoké hole, na kterých peřejemi, kaskádami a vodopády překonává výškový rozdíl asi 400 m. Konec kaňonu charakterizuje také změna hornin – je tvořen zejména břidlicemi a křemenci. Nejvyšší z vodopádů – Velký vodopád – dosahuje výšky 7,9 m a je součástí kaskády o výšce 16,4 m a délce 40 m.
Kaňon vznikl v důsledku složité geologické stavby, kde vrstvy hornin různě odolávaly vodní erozi. Některé rulové balvany byly vymlety do podoby tzv. obřích hrnců, známých z Vydry či Mumlavy.

## Turistika
Kaňon Bílé Opavy je přístupný po žluté turistické značce (spojené s naučnou stezkou) od hotelu Hubertus v Karlově Studánce. Na prvních dvou kilometrech již lze pozorovat peřeje (dozvuky výše položeného kaňonu) a řadu po předchozích povodních opuštěných koryt. Na rozcestí Rezervace Bílé Opavy je umístěn informačí kiosek. Trasa po žluté je dále extrémně náročná a méně zdatní turisté by měli raději volit modrou turistickou značku a kaňon obejít po jeho hraně. Následující 2 km patří k tomu nejkrásnějšímu, co lze v Jeseníkách spatřit. Četné lávky a žebříky stoupají vysoko nad korytem řeky i v těsné blízkosti vodopádů, v některých exponovaných místech je cesta jištěna pouze řetězy, jedná se o tzv. zajištěnou cestu. Po spojení s modrou turistickou značkou je trasa dále již dobře schůdná.
Cestu kaňonem Bílé Opavy se doporučuje používat pouze pro výstup, nicméně ač byla v minulosti trasa skutečně jednosměrná, dnes ji lze absolvovat i z chaty Ovčárna pod Pradědem, kam jezdí kyvadlově autobus z rozcesti Hvězda u Karlovy Studánky. V zimě je trasa po žluté značce zcela neschůdná a je proto uzavřena.

## Historie
Přírodní rezervace Bílá Opava byla vyhlášena roku 1963 na ploše 280 ha, později byla začleněna do Spojené přírodní rezervace Praděd a od roku 1992 je součástí Národní přírodní rezervace Praděd. V roce 1982 byly instalovány panely naučné stezky. Povodeň v roce 1997 smetla původní lávky a žebříky v kaňonu a musely být instalovány nové. Po větrné smršti v roce 2004 byl kaňon kvůli polomům rok uzavřen.